# Another Experiment by Women Film Festival
Another Experiment by Women Film Festival (AXW) est un festival du film fondé à New York en 2010 par Lili White.  
AXW assure la promotion et la projection de films expérimentaux de femmes, dont beaucoup présentent des thèmes et des problèmes de femmes et de filles généralement sous-représentés.  

## Voir également
- Liste des festivals de films féminins (en)
- Frauenfilm